# Reprezentacja Serbii i Czarnogóry na Mistrzostwach Świata w Narciarstwie Klasycznym 2005
Reprezentacja Serbii i Czarnogóry na Mistrzostwach Świata w Narciarstwie Klasycznym 2005 w Oberstdorfie liczyła dwóch biegaczy narciarskich, którzy wystartowali w biegu na 15 km techniką dowolną.

## Wyniki

### Biegi narciarskie

#### Mężczyźni
15 km stylem dowolnym
- Aleksandar Milenković - 94. miejsce
- Damir Rastić - 116. miejsce